# 이운한
이운한(李雲漢, 생몰년 미상)은 중화민국 후난성 창사에 있는 대한민국 임시정부 임시청사에서 백범 김구를 비롯하여 임정 요인 일부를 저격하였던 인물이다. 1949년 안두희 이전에 백범 김구를 저격하였던 인물이었지만 그 당시 백범이 병원치료를 받으며 회복됨에 따라 역사적으로 안두희에 비해서 묻혀지게 된 인물이 되었다. 

## 인물소개
생몰년도나 출신지에 대해서는 알려지지 않았으며 1938년 대한민국 임시정부 임시청사로 잠입하여 한국독립당, 조선혁명당, 한국국민당의 3당 합당을 논의하는 자리에서 이를 반대하는 목적으로 백범 김구를 비롯하여 임정 요인들을 저격하였다. 이 사건으로 백범 김구는 병원으로 후송되었으며 다행히 병원 치료를 받으며 회복하게 되었다.
그 이후로는 행적이 알려지지 않았으며 일설로는 이봉창, 윤봉길 의거를 주도한 백범 김구를 살인범으로 주목한 일제가 백범을 제거하기 위해 보냈다는 저격범이라는 설도 있고 일제에 매수되어서 백범 김구를 제거할 목적으로 나타난 친일파라는 일설도 있으나 정확하지는 않다. 단, 유력한 일설로는 임시정부 조선혁명당의 당원으로 활동했던 것으로 알려져서 3당 합당에 반대하였다는 입장이 있는 것으로 알려졌다.  

## 일본 제국과의 연관 여부
세간에서는 이봉창과 윤봉길 의거를 계기로 일본 제국이 그 배후가 대한민국 임시 정부와 백범 김구의 소행이었다는 것을 간주하면서 백범 김구를 비롯한 임시정부 요인들을 수배하여 체포령을 내린 상태였다. 이 때문에 이운한이 일본 제국의 지령을 받아 백범 김구를 제거하라는 임무를 받고 임시정부 청사에 잠입하여서 백범 김구를 저격한 것으로 알려져있지만 일제의 지령을 받았는지, 일제로부터 매수를 받아 백범 김구를 제거하라는 요청을 받았는지는 알려지지 않았으며 3당 합당에 반대하여 그에 대한 불만에서 나온 감정으로 인해서 백범 김구를 저격했다는 것 이외에는 일제와의 연관성 여부에 대해서는 밝혀지지 않았다. 
또 그가 친일파였다는 일설과 일본 제국이 보낸 밀정이라는 일설도 있지만 이 역시 정확히 불명이다.

## 안두희와의 차이
1949년에 서울 경교장에서 백범 김구를 저격하였던 안두희 이전에 먼저 백범을 저격하였던 인물이었으나 그 당시에는 백범 김구가 병원치료를 받고 회복하게 되면서 안두희에 비해서 그리 잘 알려지지 않은 인물이다. 안두희는 1949년에 백범 김구를 최종적으로 즉사를 시켰기 때문에 후세에도 잘 알려졌지만 이 이운한에 대해서는 역사적으로 알려진 기록물 등이 전무후무한 상태로 이 자의 행적에 대해서는 잘 알려지지 않은 상태이다. 
1. ↑  http://imnews.imbc.com/replay/2018/nwdesk/article/5065792_22663.html?menuid=nwdesk